# Ménil (Mayenne)

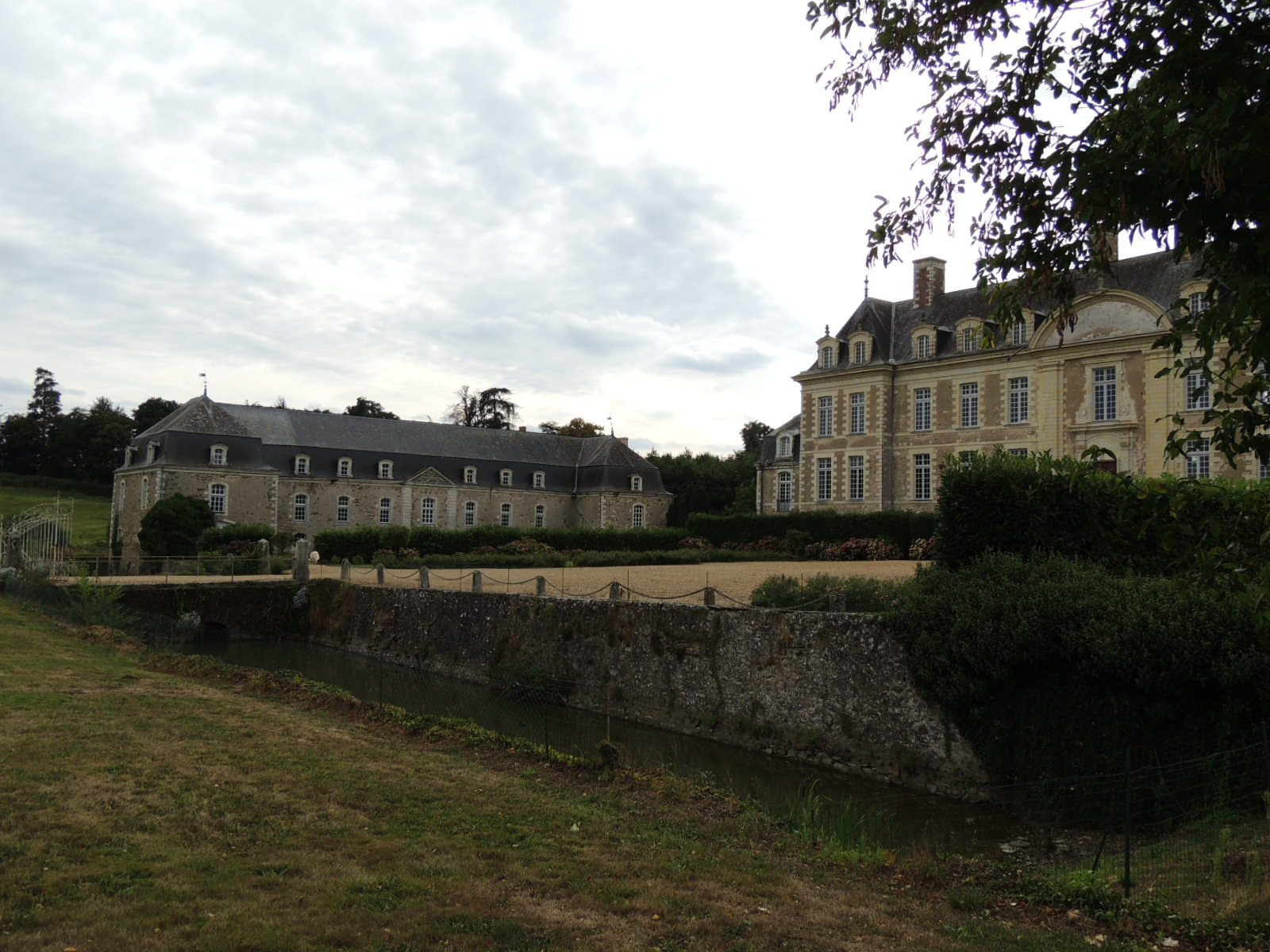
Landhuis

Ménil is een gemeente in het Franse departement Mayenne (regio Pays de la Loire) en telt 785 inwoners (1999). De plaats maakt deel uit van het arrondissement Château-Gontier.

## Geografie
De oppervlakte van Ménil bedraagt 28,7 km², de bevolkingsdichtheid is 27,4 inwoners per km².

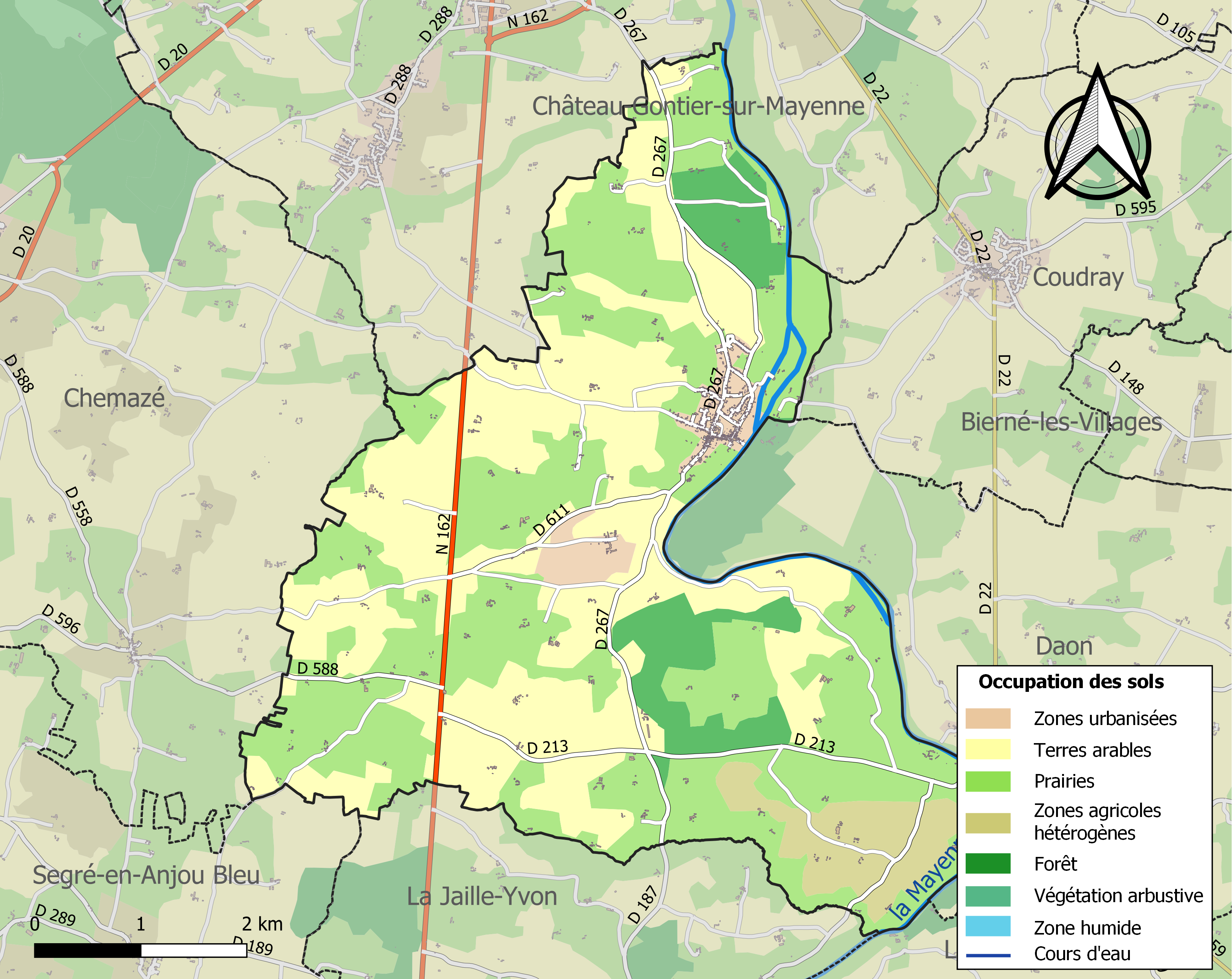
Kaart van de gemeente met de belangrijkste infrastructuur, bodemgebruik en omliggende gemeenten

## Demografie
Onderstaande figuur toont het verloop van het inwonertal (bron: INSEE-tellingen).

1. ↑  Populations de référence 2022.